# 鹅颈瓶

路易·巴斯德的加热杀菌法实验证实，液体的腐败是由于空气中的粒子而非空气本身导致的。此实验是证明细菌致病论的重要证据。

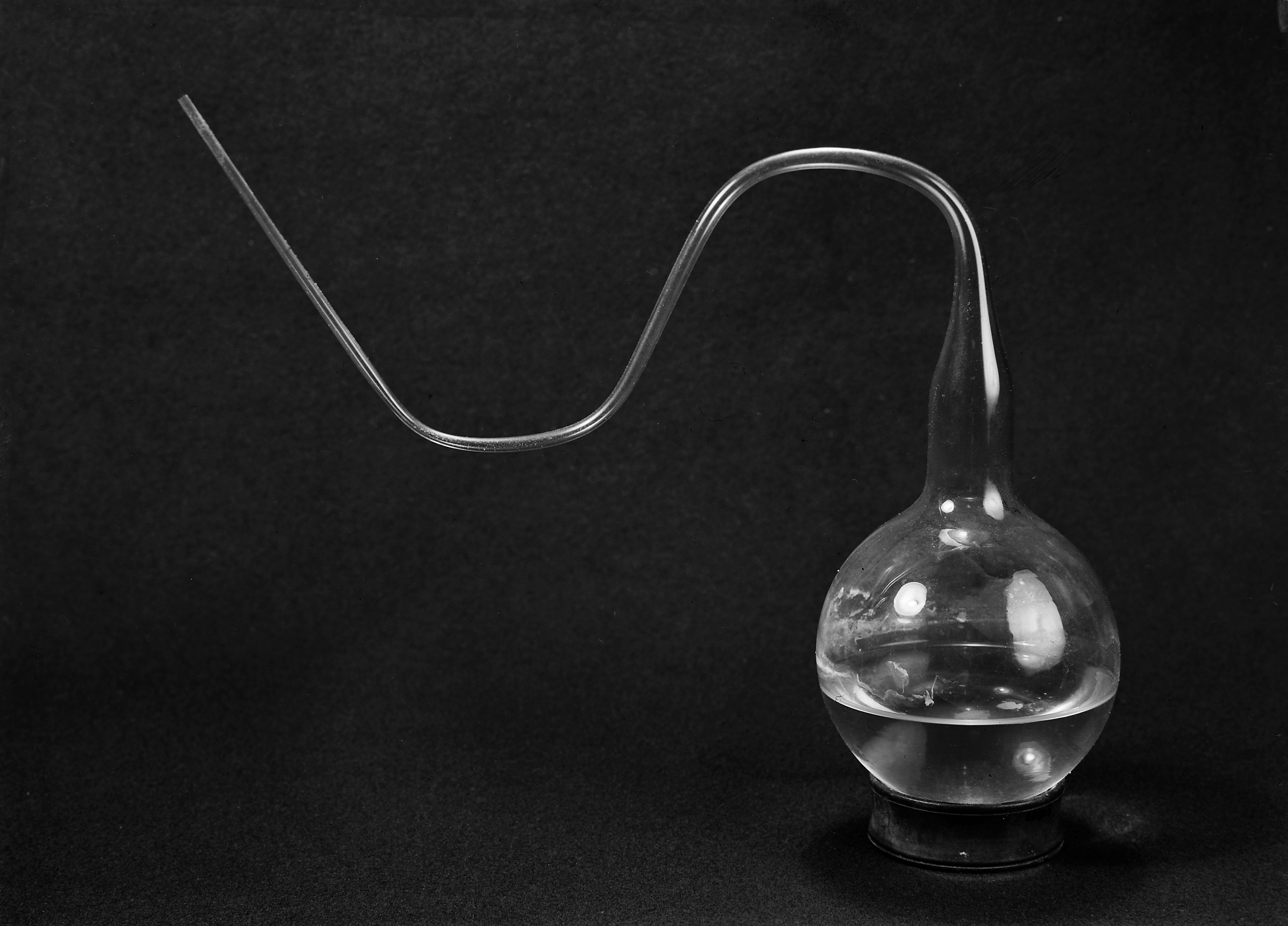
路易·巴斯德使用的鹅颈瓶

鹅颈瓶是一种由特殊形状的管道引向烧瓶的实验设备。“鹅颈”会降低空气在管中流动的速度，空气中的粒子，比如细菌，会困在其潮湿的内表面上。将瓶中液体煮沸，杀死瓶中微生物后，只要不接触管道中的污染液体，容器中的灭菌液体就会保持无菌。如果将曲颈管打断，管外空气直接进入瓶中，肉汤不久便会出现微生物。路易·巴斯德在1860年代早期，创造并且使用了这种容器来证明是空气中的粒子（细菌论），而非空气本身（自然发生说），导致发酵。